# Bente Skåle
Bente Skåle, född 7 maj 2001 i Gunnarvattnet i Krokoms kommun, är en svensk skidskytt tävlande för Tullus SG och en del av det Östersundsbaserade träningslaget Team Autoexperten. Skåle har tävlat i IBU-cupen sedan 2023 med en tjugotredje plats i sprint från Obertilliach som främsta resultat. Skåle är bosatt i Föllinge och är även jägare.